# Транспорт в Северной Македонии
Транспорт в Северной Македонии делится на железнодорожный, автодорожный, трубопроводный и воздушный. Поскольку Северная Македония не имеет выхода к морю, в стране практически отсутствует судоходство, за исключением туристических водных маршрутов по Охридскому озеру на границе с Грецией и Албанией.

## Железнодорожный
Государственная компания, управляющая строительством и обслуживанием железных дорог — «Железници на Република Северна Македонија». Общая протяжённость железных дорог в Северной Македонии составляет 925 км, из них 699 км — ходовые, 225 км — промышленные). Европейская колея 1435 мм, 312 км дорог электрифицировано (напряжение 25 кВ, частота 50 Гц). Идёт сооружение нового участка дороги Куманово—Беляковцы на болгарской границе. Последняя реструктуризация компании завершилась в июле 2007 года. Железнодорожное сообщение поддерживается с Сербией, Болгарией, Грецией и Албанией.

## Автодорожный

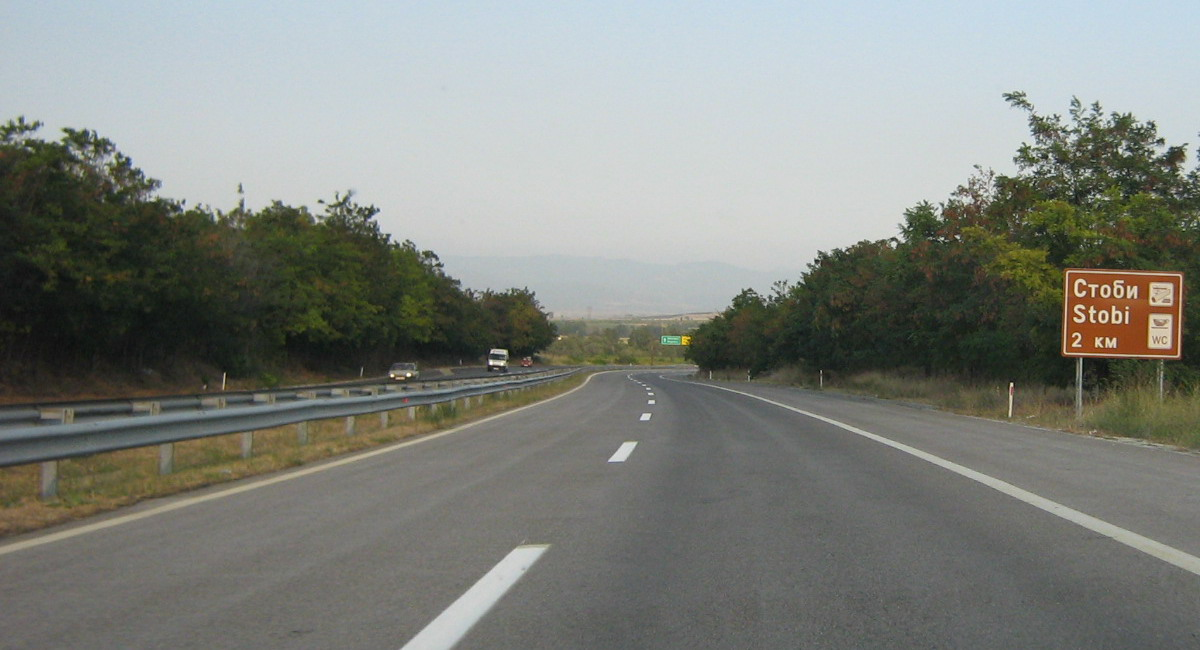
Автомагистраль A-1, участок у Стоби

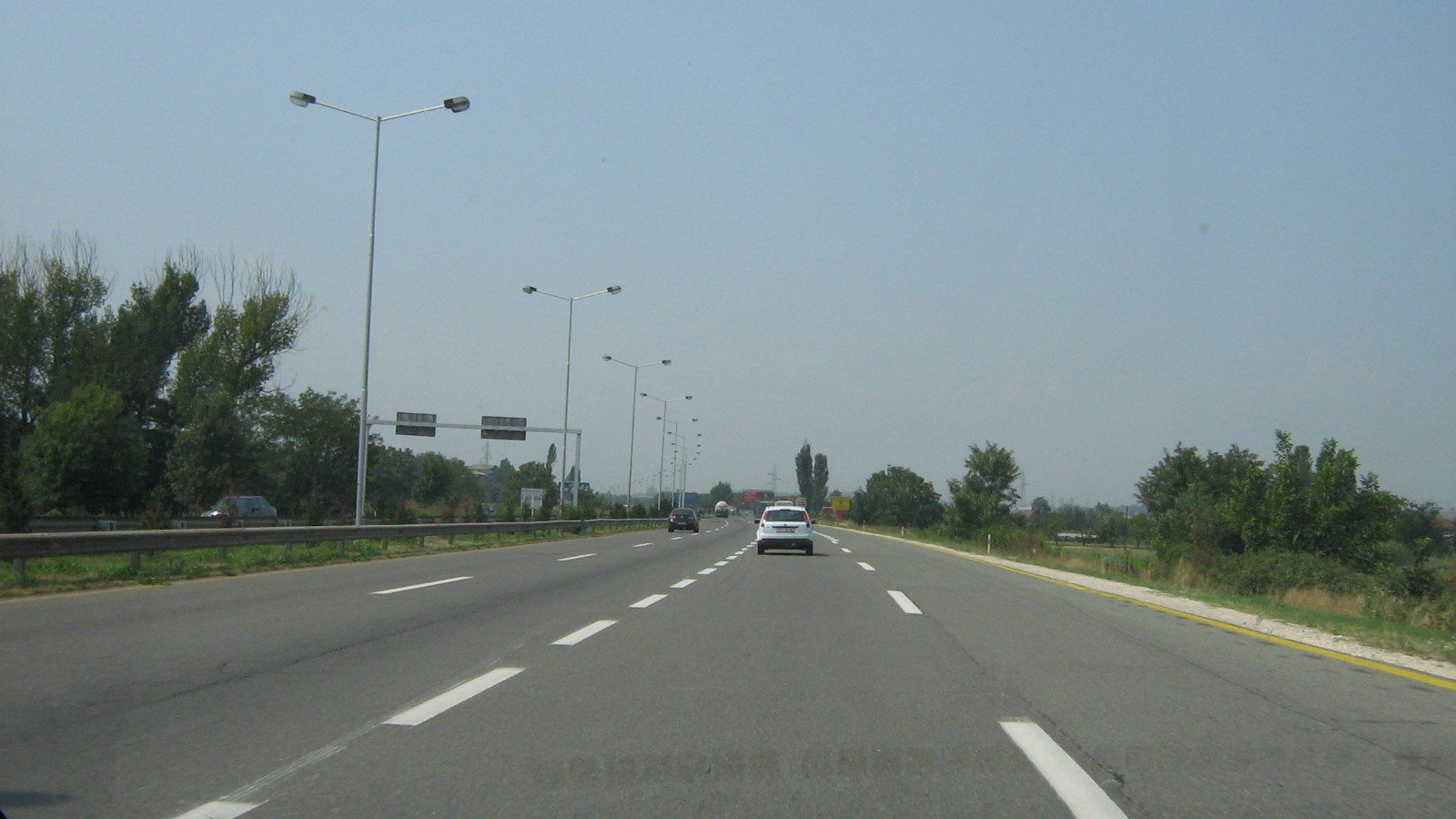
Автомагистраль A-3, участок у въезда в Скопье

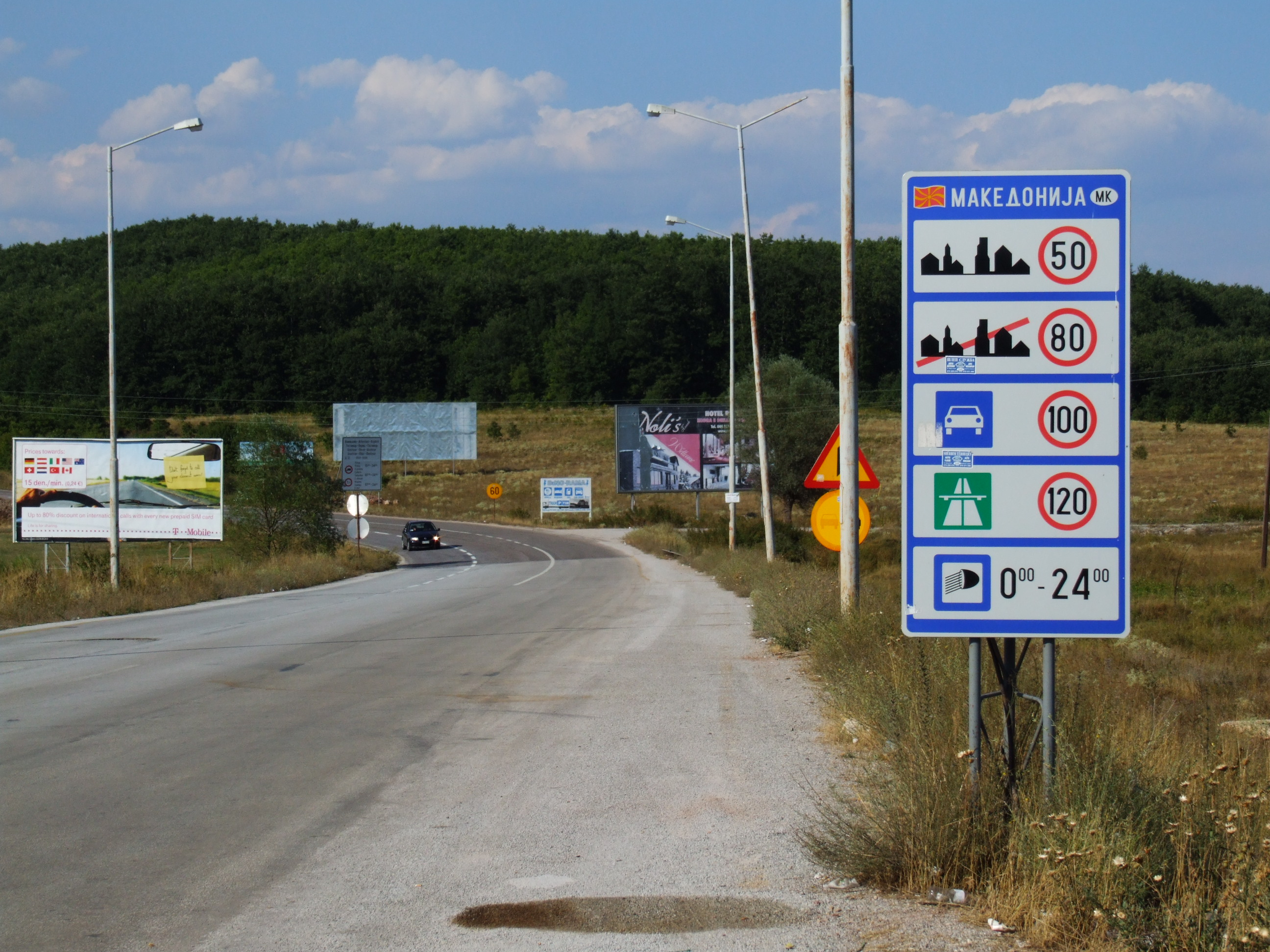
Автомагистраль A-4, участок у Кафасана на границе

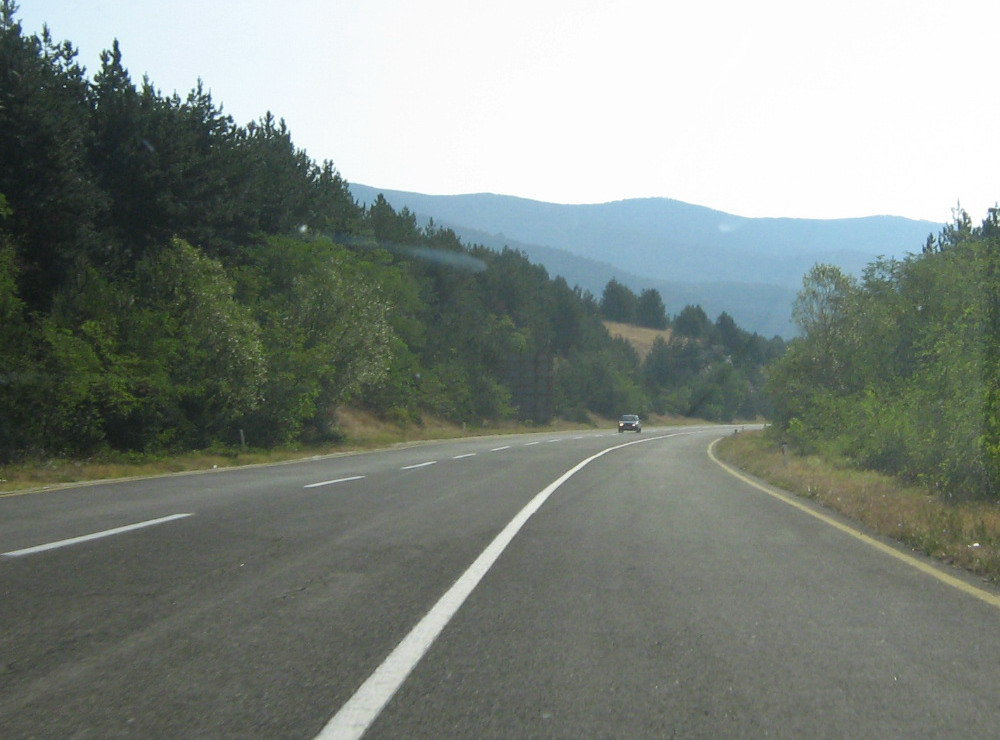
Автомагистраль A-5, участок у Ресена

Общая протяжённость дорог в Северной Македонии составляет 9573 км, из них 242 км — это автомагистрали (планируется увеличить их протяжённость до 375 км к концу 2018 года). В стране есть 2 крупные автомагистрали (A1 и A2), ещё 5 строятся:
- А1 (или М1): Табановце — Куманово — Миладиновци — Петровец — Велес — Градско — Неготино — Демир-Капия — Гевгелия
- А2 (или М2): Куманово — Крива-Паланка — Деве-Баир
- А3 (или М3): Петровец — Скопье — Стенковец — Блаце
- А4 (или М4): Миладиновци — Скопье — Тетово — Гостивар — Кичево — Струга — Кафасан
- А5 (или М5): Охрид — Ресен — Битола — Прилеп — Велес — Штип — Кочани — Делчево (в т.ч. участок К1 Битола — Меджитлия)
- А6 (или М6): Штип — Радовиш — Струмица — Ново-Село
- А7 (или М7): Дебар — Кичево — Македонски-Брод — Прилеп — Кавадарци — Неготино — Радовиш

Первую автомагистраль в стране открыли в 1979 году, построив участок Куманово — Петровец (ныне автомагистраль А1). В 2009 году началось строительство ещё 21 км автомагистралей и возведение участка Демир-Капия — Смоквица протяжённостью 28 км.

### Европейские маршруты
Через Северную Македонию проходят четыре европейских маршрута: E 65, E 75, E 852 и E 871.

### Правила дорожного движения

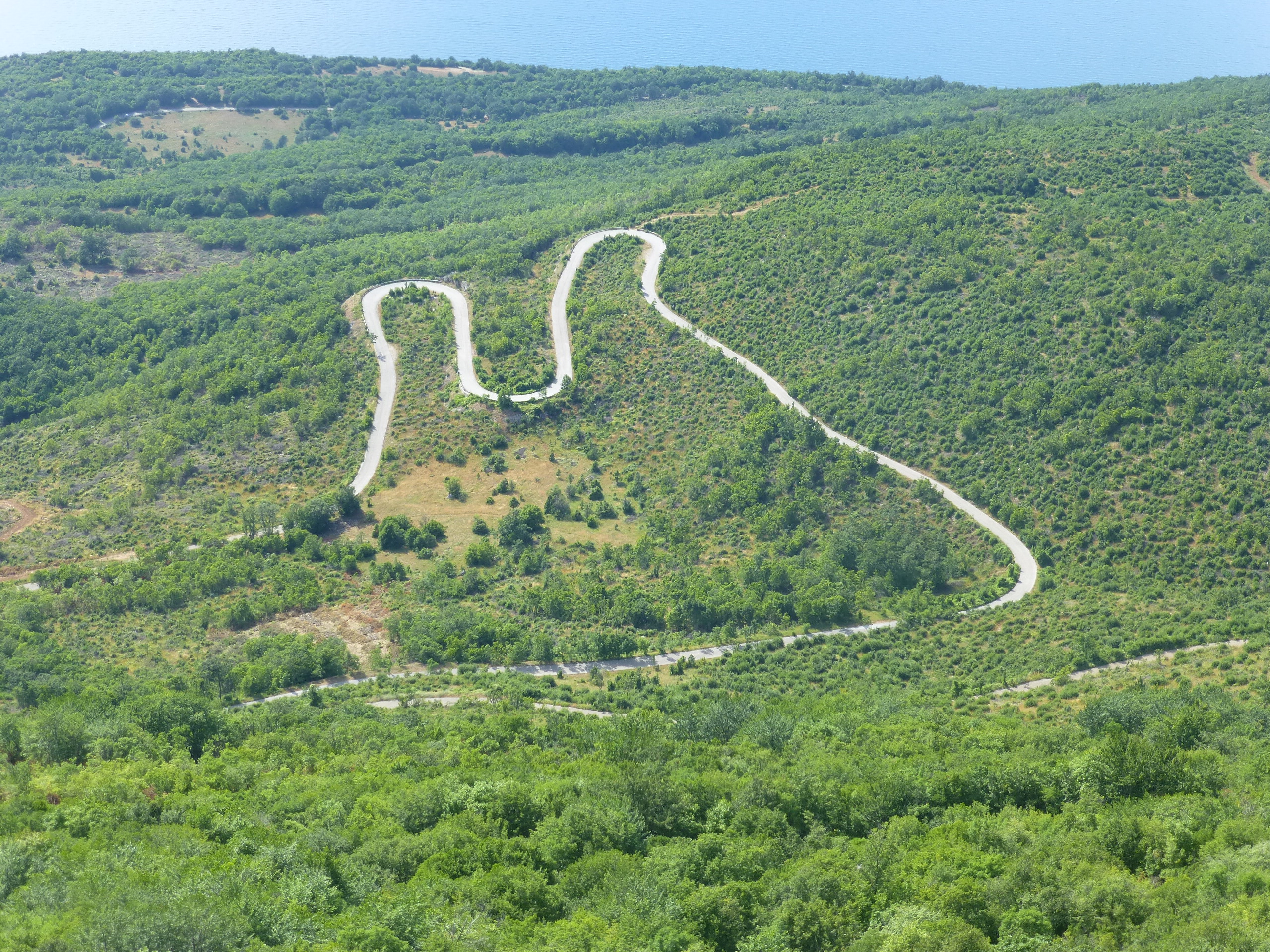
Шоссе P504 от Галичицы до Охридского озера

Дорожные знаки в Северной Македонии соответствуют Венской конвенции о дорожных знаках и сигналах. Из основных правил выделяются следующие:
- обязательные включённые габаритные огни;
- пристёгнутые ремнями безопасности пассажиры на переднем сидении;
- запрет водителям разговаривать по мобильному телефону в процессе вождения.

Ограничения скорости:
- 60 км/ч в жилых зонах
- 80 км/ч вне жилых зон
- 110 км/ч на скоростных автодорогах
- 130 км/ч на автомагистралях

## Трубопроводный
В 2004 году протяжённость нефтепровода составляла 120 км, газопровода — 268 км.

## Воздушный

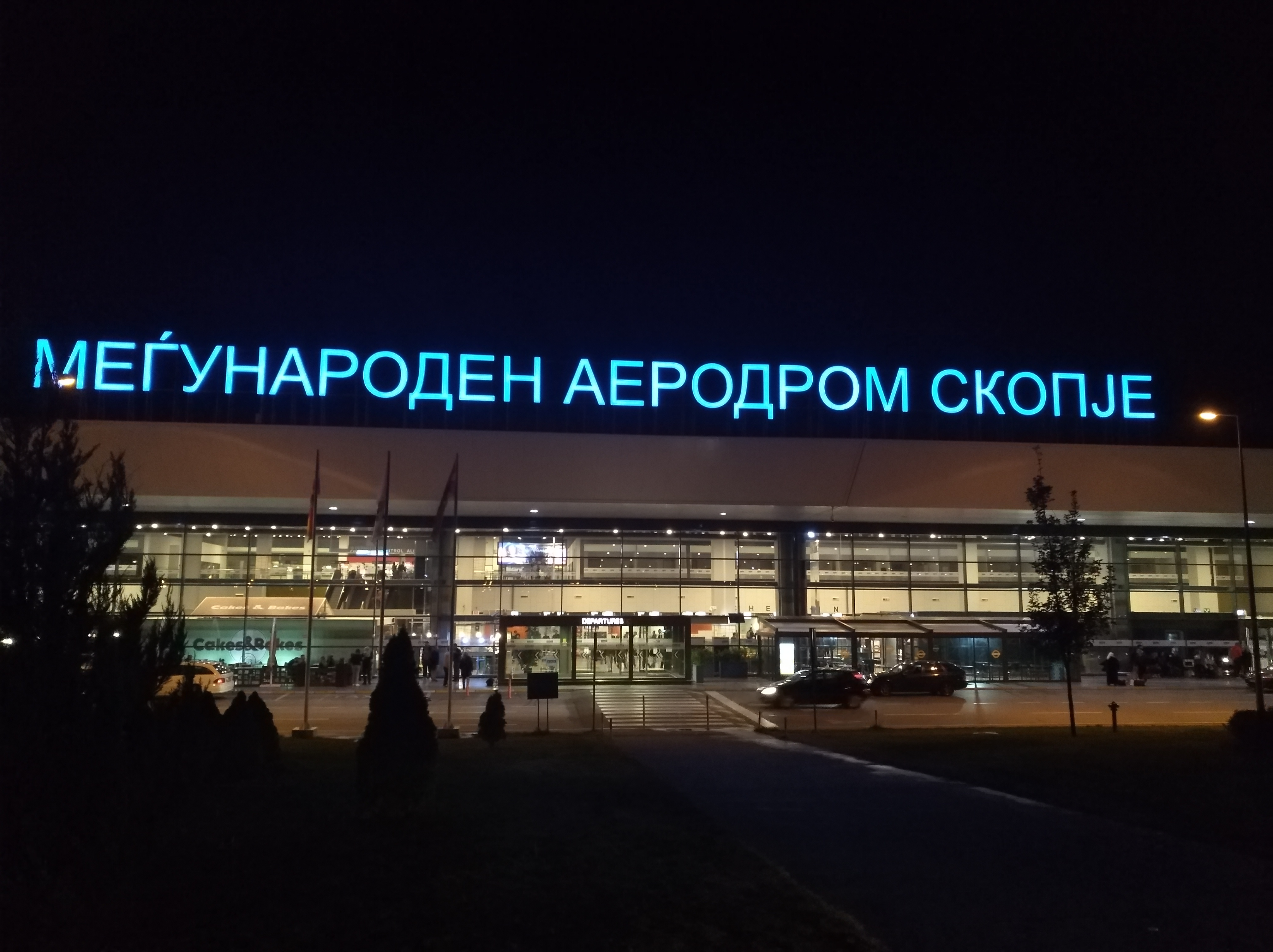
Аэропорт Скопье»

В стране насчитывается 17 аэропортов, крупнейшими из них являются «Аэропорт Скопье»  и «Святой Апостол Павел» в Охриде. 11 аэропортов имеют мощёную взлётную полосу, 6 — немощёную. Максимальная протяжённость взлётной полосы — 3042 м аэропорта «Скопье», на втором месте идёт «Святой Апостол Павел» со взлётной полосой протяжённостью 2550 м.